# 市之倉トライアングルバス
市之倉トライアングルバス（いちのくらトライアングルバス）とは、岐阜県多治見市で運行されている乗合タクシー。株式会社コミタクモビリティサービス（所在地：多治見市）が運営する。
デマンド運行（会員制、予約制）である。14人乗りの小型バスで運行される。
多治見市が設立した「地方公共交通会議」で計画され、公募により実現した。
トライアングルバスの「トライアングル」は、トライアングルバスを運営するための3つの資金（多治見市の補助金、バス車体広告のスポンサー、乗車客の運賃）を意味する。

## トライアングルバスの特徴
1. 事前登録制、完全予約制　タクシーの利点
  - 利用者は予め乗車場所と降車場所を登録しておく。登録は利用日の前日までに行なう。
  - 完全予約制であり、利用する便の30分前までに予約する。
2. 停留所は無く、事前登録した場所にバスが迎えにくる。　タクシーの利点
  - タクシーと同じ感覚で、指定した場所での乗降車が可能。
  - ただし、指定された地域のみの乗降である（後述）。
3. 路線バス、コミュニティバス並の低料金。　コミュニティバスの利点
  - 料金については後述。バスと同じように、1ヶ月単位の無記名式定期券、11枚綴りの回数券が設定されている。
4. 時刻表、本数が設定されている。　コミュニティバスの利点
  - 指定地域を出発する時刻、1日の本数は設定されている。

## 路線
- 市之倉地区 - 市街地地区
  - 市之倉地区 - 多治見市市之倉町全域・バロー多治見南店
  - 市街地地区 - 多治見市若松町1 - 4丁目、田代町、音羽町3 - 4丁目、太平町、宝町、多治見市民病院、岐阜県立多治見病院

※ ただし、JR中央本線・太多線 多治見駅の乗降車は不可。

## 運賃
- 市之倉地区内のみの乗車：210円
- 市街地地区内のみの乗車：210円
- 市之倉地区 - 市街地地区の乗車：820円

## 運行日、本数
- 月 - 金曜日運行。
- 1日6便。

## 歴史
- 2007年（平成19年）
  - 3月19日 - 市之倉トライアングルバスの運行が発表される。
  - 3月29日 - 仮開業。
  - 3月29日 - 30日に試験運行。
  - 4月2日 - 正式に運行開始。